# Carlos Daniel Fernández Guevara
Carlos Daniel Fernández Guevara (Ciudad de México, México, 17 de mayo de 1973) es un contador público, consultor en políticas públicas y político mexicano. Fue diputado local del Congreso de Sonora de la LVIII Legislatura, siendo en ese periodo coordinador del Grupo Parlamentario del PRI y Vicecoordinador de la Conferencia Nacional de Legisladores Locales Priistas. También fue Presidente Comité Directivo Estatal de su partido en Sonora. Actualmente funge como Gerente de Asuntos Externos en IENOVA, empresa filial de Sempra Energy.

## Vida
Fue elegido como representante de México en el Seminario Internacional de Liderazgo, organizado por la Hugh O’ Brian Youth Leadership, en Baltimore, Maryland en 1989.
Es Contador público con mención honorífica, egresado del Tecnológico de Monterrey, Campus Sonora Norte. Cuenta con una Maestría en Administración y Políticas Públicas por la Universidad de Columbia en Nueva York, Estados Unidos.
Ha ocupado cargos en el gobierno federal y estatal, en áreas relacionadas con la política interna, el desarrollo social, los servicios gubernamentales, la administración y contraloría. 
Destaca su papel como Subsecretario de Gobierno del Estado de Sonora durante los primeros meses de gestión del Gobernador Eduardo Bours cuando desarrolló las nuevas áreas de servicio gubernamental y las condiciones de negociaciones en conflictos agrarios como el del pueblo yaqui. Además fue director de Estrategia Gubernamental durante el sexenio de Armando López Nogales y fue Coordinador del Programa Jóvenes Sedesol en Sonora, cuando Ernesto Zedillo era Presidente de México.
Fue diputado local de la LVIII Legislatura del Congreso del Estado de Sonora, Coordinador del Grupo Parlamentario del PRI y miembro de las Comisiones de Régimen Interno y Concertación Política, Primera de Examen Previo y Procedencia Legislativa, de Vigilancia del Instituto Superior de Auditoría y Fiscalización y Segunda de Presupuestos Municipales; así como Vicecoordinador de la Conferencia Nacional de Legisladores Locales Priistas. Presidió el Comité Directivo Estatal del PRI en Sonora y fue candidato a diputado federal por el I Distrito Federal de Sonora, con cabecera en San Luis Río Colorado en las elecciones de 2009, donde quedó en segundo lugar por una diferencia menor de 2 puntos porcentuales según resultados oficiales del Instituto Federal Electoral. Ha sido Delegado Nacional en 5 Asambleas del PRI, a partir de la XIV en 1988.
Ha sido conferenciante en seminarios sobre desarrollo político y vinculación ciudadana en Estados Unidos y algunos países de Latinoamérica. Fue becario de la organización Instituto Nacional Demócrata para los Asuntos Internacionales (NDI) donde desarrolló un programa en materia de vinculación legislativa que fue elegido como mejores prácticas de la Red de Partidos Políticos. 
Fue maestro de cátedra en el Tec de Monterrey. Ha participado en organizaciones estudiantiles y de desarrollo humano desde su juventud, como Grupo Desarrollo Joven, Agrupación George Pappanicolau y Cruz Roja Mexicana. También ha participado en proyectos de comunicación, como la columna “De Frente” en El Imparcial, y el programa de radio “Haciendo Huella” en Radio Sonora.
Se ha desempeñado profesionalmente en otros países como Estados Unidos en la Independent Budget Office of NYC y en España laborando en la SEAT Barcelona en áreas de análisis de política pública así como en relaciones institucionales. Es fundador y fue director del despacho GESPO, enfocado en la asesoría para la implementación de políticas públicas en el nivel local y legislativo.
Actualmente funge como Gerente de Asuntos Externos en IENOVA, empresa filial de Sempra Energy. Hoy está enfocado en el proyecto del Gasoducto Sonora, una obra de infraestructura que proveerá de gas natural a plantas de Comisión Federal de Electricidad y que se extiende desde el Sásabe, Sonora, hasta Sinaloa.